# رايزن
```
رايزن
 (
/
ˈ
r
aɪ
z
ən
/
 
RY
-zən
) هي العلامة التجارية من 
معالجات
 
إكس86-64
 تم تصميمها وتسويقها من قبل 
شركة ادفانسد مايكرو الأجهزة، وشركة
 
(AMD)
 لأجهزة سطح المكتب والهواتف المحمولة والأنظمة الأساسية المضمنة استنادًا إلى 
بنية
 
Zen
 
الدقيقة
 وخلفائها. وهو يتألف من 
وحدات المعالجة المركزية التي
 يتم تسويقها للقطاعات السائدة والمتحمسين ومحطات العمل 
ووحدات المعالجة المتسارعة (APUs) التي
 يتم تسويقها للقطاعات السائدة 
ومستويات
 الدخول والتطبيقات 
المدمجة
. كان رايزن مهمة بشكل خاص بالنسبة إلى AMD، كونه تصميمًا جديدًا تمامًا، ويمثل أول عودة للشركة إلى سوق وحدة المعالجة المركزية لسطح المكتب مع منتج قادر على تحدي منافس 
انتل
 لمدة عشر سنوات تقريبًا.
```

على الرغم من أن غالبية المنتجات التي تحمل علامة رايزن مخصصة للاستخدام مع منصة Socket AM4، إلا أن AMD أضافت في أغسطس 2017 مجموعة من معالجات سطح المكتب عالية النواة الموجهة إلى سوق محطة العمل مع علامة Ryzen Threadripper التجارية. يستخدم Threadripper مقابس TR4 وsTRX4 الأكبر، والتي تدعم المزيد من قنوات الذاكرة وممرات منفذ الملحقات الإضافية السريع.
في ديسمبر 2019، بدأت AMD في طرح الجيل الأول من منتجات رايزن المصممة باستخدام الجيل الثاني من Zen + architecture. وأبرز مثال على ذلك هو Ryzen 5 1600، مع أحدث الدُفعات التي لها معرف "AF" بدلاً من "AE" المعتادة، كونها في الأساس Ryzen 5 2600 تمت إعادة معالجته بنفس المواصفات كما هو الحال مع رايزن 5 1600 الأصلي.

## التاريخ
في السنوات الخمس التي سبقت إصدار رايزن، المنافس المباشر لـ AMD في مساحة أسواق وحدة المعالجة المركزية على مستوى x86 و x86-64، استمرت إنتل في زيادة حصتها في السوق من خلال دورة تحسين العلامات التجارية لسلسلة المعالجات الدقيقة Core التابعة لها. منذ إصدار معمارية البلدوزر الصغيرة في عام 2011، تراجعت وحدات المعالجة المركزية (AMD) الخاصة بأي إم دي تدريجياً عن مثيلاتها من انتل في الأداء أحادي ومتعدد النواة. على الرغم من التقلص الشديد وعدة تنقيحات على بنية البلدوزر، فشل الأداء وكفاءة الطاقة في اللحاق بمنتجات انتل المنافسة. [بحاجة لمصدر]
اشتدت المنافسة بين شركتي أي إم دي، وإنتل خلال السنوات القليلة الماضية، وذلك بسبب التطور الكبير في أداء الإصدارات الحديثة من معالجات أي إم دي، فبينما كانت المنافسة تُحسم لصالح إنتل دائمًا في الماضي، إلا أن أي إم ديتمكنت من الصعود ببطء نحو القمة، وتجاوزت مبيعات إنتل من معالجات أجهزة الكمبيوتر المكتبية، ويرجع الفضل في ذلك إلى الجيل الثاني من معالجات أي إم دي المعروفة باسم رايزن.
عند ظهور الجيل الأول من معالجات أي إم دي رايزن ك (رايزن 7 1800X) في الساحة احدث تنشيطاً كبيراً في سوق المعالجات المركزية. لم تتوقف أي إم دي على ذلك النحو بل قامت بتطوير عمليات التصنيع الخاصة بها لتخرج لنا بمعمارية Zen+ القائمة على دقة تصنيع 12نانو منتقلة من دقة تصنيع 14نانو وجائت معالجات أي إم دي رايزن 2000 الجيل الثاني كطفرة كبيرة في مجال المعالجات المركزية وخصوصاً عدد الانوية وخيوط المعالجة الخاصة بها. ظهرت معالجات رايزن الجيل الثالث بدقة تصنيع 7نانو بمعمارية ZEN 2. ستكون معالجات رايزن 3000 المعالجات الأولى التي تم تصنيعها بدقة 7نانومتر وتخرج لنا داعمة لPCLe 4.0 x16. ستقدم معمارية 7نانو للمعالج ضعف عدد الترانزيستورات بينما يقل استهلاك الطاقة إلى النصف بنفس مستوى الاداء.

## المميزات

### وحدات المعالجة المركزية
ميزات وحدة المعالجة المركزية

### بوحدات تزويد الطاقة
ميزات APU